# Égriselles-le-Bocage
 Égriselles-le-Bocage  es una comuna y población de Francia, en la región de Borgoña, departamento de Yonne, en el distrito de Sens y cantón de Sens-Ouest.
Su población en el censo de 1999 era de 964 habitantes.
Está integrada en la Communauté de communes Gâtinais Bourgogne .

## Demografía
| 708 | 671 | 593 | 640 | 768 | 964 |
| Para los censos de 1962 a 1999 la población legal corresponde a la población sin duplicidades (Fuente: INSEE [Consultar]) |     |     |     |     |     |